# Бутов, Владимир Иванович
Влади́мир Ива́нович Бу́тов (25 октября 1934, слобода  Ровеньки, Белгородская область, РСФСР — 6 ноября 1999, Челябинск, Челябинская область, Российская Федерация) — один из генеральных конструкторов Челябинского тракторного завода. Герой Социалистического Труда (1985).

## Биография
Родился в слободе Ровеньки Белгородской области в 1934 году в семье крестьянина. В конце 1945 года от последствий ранений умирает отец. Окончил Ясеновскую семилетнюю школу. В 1957 году окончил машиностроительный факультет Харьковского политехнического институт по специальности «двигатели внутреннего сгорания», инженер-механик. По окончании учёбы направлен в Челябинск.
В 1957—1958 гг. — инженер-испытатель Кировского завода (Челябинск); в 1958—1997 гг. — инженер-исследователь, старший инженер-исследователь, руководитель группы, начальник бюро, заместитель главного конструктора, в 1981—1999 гг. — генеральный конструктор головного СКБ по двигателям ОАО «Челябинский тракторный завод». На этой должности он заменил Ивана Трашутина.
Умер в 1999 году, похоронен на Успенском кладбище Челябинска.

## Заслуги
Под его руководством выполнена модернизация двигателей типа В-2: В-84, В-58, В-92.
Впервые в стране исследована и реализована силовая характеристика с постоянной мощностью в двигателе В-42 для трактора типа ДЭТ-250. Разработан новый вид дизелей 2В в 6-, 8-, 12- и 16-цилиндровом исполнении для перспективных военно-гусеничных и колесных машин, не уступающих по удельной мощности и весогабаритным показателям лучшим зарубежным образцам, а по ряду параметров превосходящих их.
В период конверсии по его инициативе создано несколько мини-дизелей водяного охлаждения для народного хозяйства размерностью 9,2/8,8 и мини-дизель воздушного охлаждения В2Ч 8,2/7,8 для мини-трактора класса 0,2.
Имеет 73 авторских свидетельства на изобретения.

## Награды

Памятник В. И. Бутову на Успенском кладбище (Челябинск).

- Лауреат Государственной премии СССР (1995)
- Заслуженный изобретатель РСФСР(1983 г.)[5][6]
- Заслуженный конструктор Российской Федерации (1993)
- Герой Социалистического Труда (1985)
- Орден Ленина (1985)
- Орден «Знак Почёта» (1976).
- Медали.